# Hélène Prévost
Paule Marie Yvonne Prévost także Hélène Prévost (ur. 8 czerwca 1878 w Dinard, zm. 3 marca 1942 w Paryżu) – francuska tenisistka, medalistka igrzysk olimpijskich.
W 1900 roku zwyciężyła grę pojedynczą w międzynarodowych mistrzostwach Francji, stając się czwartą triumfatorką tej imprezy i ostatnią w XIX wieku. Była podwójną wicemistrzynią olimpijską z 1900 roku z Paryża. Wywalczyła medal w grze pojedynczej, przegrywając z Brytyjką Charlotte Cooper. W grze mieszanej zajęła drugie miejsce, a partnerował jej Harold Mahony. Duet uległ parze Charlotte Cooper–Reginald Doherty.